# Irene Hervey

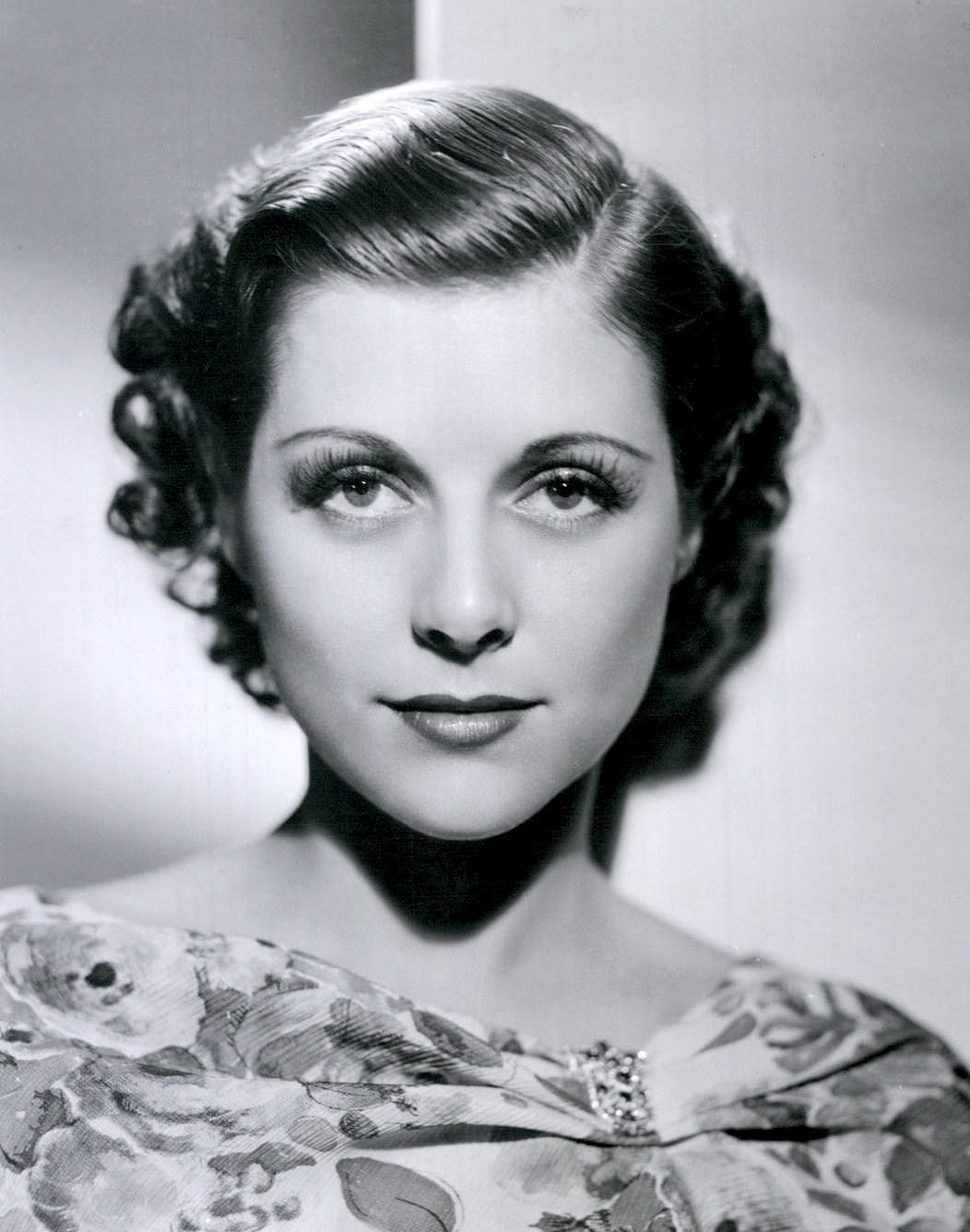
Irene Hervey (1937)

Irene Hervey (* 11. Juli 1909 in Venice, Kalifornien als Beulah Irene Herwick; † 20. Dezember 1998 in Woodland Hills, Kalifornien) war eine US-amerikanische Schauspielerin.

## Leben
Irene Hervey besuchte die Schauspielschule von Metro-Goldwyn-Mayer und erhielt dort 1933 ihren ersten Studiovertrag. Ihr Filmdebüt gab sie 1933 mit dem Film Rückkehr aus der Fremde. Für Hervey folgten jedoch zunächst nur Nebenrollen in unbedeutenden B-Movies, ehe sie durch größere Rollen in Filmen wie The Girl Said No (1937) oder Say It in French (1938) bekannt wurde. Einen der größeren Erfolge ihrer Karriere hatte sie 1939 an der Seite von Marlene Dietrich und James Stewart in der Westernkomödie Der große Bluff. In den frühen 1940er-Jahren spielte sie vor allem Hauptrollen in kleineren Kriminal- oder Abenteuerfilmen. Zum großen Filmstar sollte Hervey allerdings nie werden, was möglicherweise auch an einem Autounfall im Jahr 1943 lag, nach dem sie längere Zeit pausieren musste. Erst ab 1948 kehrte sie auf die Leinwand zurück, nunmehr vor allem in Mutter- und Ehefrauenrollen.
Ab den 1950er-Jahren trat die Schauspielerin in zahlreichen Fernsehproduktionen auf, hingegen war sie seltener in Kinofilmen zu sehen. Für eine Gastrolle in der Sitcom Meine drei Söhne erhielt sie 1969 eine Emmy-Nominierung. Aus ihrem Spätwerk ragen vor allem die Kinofilme Die Kaktusblüte (1969) und Sadistico (1971) hervor. In letzterem Thriller unter Regie von Clint Eastwood spielte sie die Besitzerin einer Radiostation. 1981 zog Hervey sich ins Privatleben zurück, insgesamt umfasst ihr filmisches Schaffen mehr als 115 Film- und Fernsehproduktionen. Die Schauspielerin erhielt für ihre Filmarbeit einen Stern auf dem Hollywood Walk of Fame (Motion Picture 6338 Hollywood Blvd).
Irene Hervey war von 1936 bis 1957 mit dem Schauspieler Allan Jones verheiratet. Ihr gemeinsamer Sohn war der Popmusiker Jack Jones. Sie starb 1998 in Woodland Hills nahe Los Angeles im Alter von 89 Jahren an Herzversagen.

## Filmografie (Auswahl)
- 1933: Rückkehr aus der Fremde (The Stranger’s Return)
- 1934: Die Löwen von Hollywood (Hollywood Party)
- 1934: Das Rätsel von Monte Christo (The Count of Monte Cristo)
- 1934: The Dude Ranger
- 1935: The Winning Ticket
- 1935: Charlie Chan in Shanghai
- 1936: Helden aus der Hölle (Three Godfathers)
- 1937: The Girl Said No
- 1938: Say It in French
- 1939: Der große Bluff (Destry Rides Again)
- 1940: The Boys from Syracuse
- 1942: Night Monster
- 1942: Destination Unknown
- 1948: Mr. Peabody und die Meerjungfrau (Mr. Peabody and the Mermaid)
- 1948: Fräulein Wildfang (Mickey)
- 1949: The Lucky Stiff
- 1949: Vom FBI gejagt (Manhandled)
- 1949: Todesfalle von Chikago (Chicago Deadline)
- 1956: Schrei in der Nacht (A Cry in the Night)
- 1956: Moderne Jugend (Teenage Rebel)
- 1958–1963: Perry Mason (Fernsehserie, 3 Folgen)
- 1961: Peter Gunn (Fernsehserie, Folge 3x17)
- 1962: 77 Sunset Strip (Fernsehserie, Folge 4x37)
- 1964: Twilight Zone (Fernsehserie, Folge 5x18)
- 1965–1966: Privatdetektivin Honey West (Honey West, Fernsehserie, 16 Folgen)
- 1968/1970: Lieber Onkel Bill (Family Affair, Fernsehserie, 2 Folgen)
- 1969: Die Kaktusblüte (Cactus Flower)
- 1969–1972: Meine drei Söhne (My Three Sons, Fernsehserie, 3 Folgen)
- 1971: Sadistico (Play Misty For Me)
- 1978: Drei Engel für Charlie (Charlie's Angels, Fernsehserie, Folge 2x22)
- 1981: Goliath – Sensation nach 40 Jahren (Goliath Awaits)